# Miljoenpoten
Miljoenpoten (Diplopoda) zijn een klasse van geleedpotigen uit de onderstam van duizendpotigen (Myriapoda). Miljoenpoten kenmerken zich door de twee paar poten aan ieder lichaamssegment, in tegenstelling tot één paar zoals bij de duizendpoten. Er zijn meer dan 12.000 soorten beschreven waarmee het de grootste klasse is van de duizendpotigen, maar vermoed wordt dat een veelvoud hiervan nog niet is ontdekt.
Miljoenpoten komen wereldwijd voor, met uitzondering van erg koude of droge gebieden; de meeste soorten leven in de tropen. Miljoenpoten zijn meestal bodembewonend of leven ondergronds. Sommige soorten worden langs de waterkant aangetroffen en zijn meer amfibisch, andere soorten klimmen soms in struiken om plantendelen te eten. 
Vrijwel alle miljoenpoten zijn planten- of afvaleters. Slechts enkele jagen actief op prooien en zijn carnivoor zoals gebruikelijk is bij de verwante duizendpoten. De meeste soorten leven van rottend materiaal, wortels, rijp fruit en soms dode dieren. Hun monddelen zijn daar speciaal op aangepast en kunnen niet bijten maar maken het voedsel vochtig en schrapen laagjes materiaal af en nemen het op via de mond. In de tuin doen veel soorten zich tegoed aan wortels van planten of bladeren, maar ook dood hout, algen en paddenstoelen worden gegeten, miljoenpoten spelen een belangrijke rol in een ecosysteem door het opruimen van grote hoeveelheden dood plantaardig materiaal.

## Beschrijving

### Kenmerken
Het lichaam van een miljoenpoot bestaat uit een kop die twee korte antennes draagt met daarachter een groot aantal lichaamsegmenten die het achterlijf vormen. Een borststuk ontbreekt, zoals bij alle duizendpotigen. In tegenstelling tot de duizendpoten (Chilopoda) hebben de meeste soorten een zeer cilindrisch, bijna sigaar-achtig lichaam. Duizendpoten hebben juist een afgeplat lichaam en veel langere antennes, maar beide groepen kennen uitzonderingen die voor verwarring zorgen. 
Bij verstoring rollen miljoenpoten zich als een spiraal op. Sommige soorten zoals de oprollers kunnen zich net als een gordeldier helemaal oprollen in hun pantser. Bij de kop hebben miljoenpoten zintuiglijke organen die samen het orgaan van Tömösváry worden genoemd. Deze zijn te zien als ovaalachtige ringen aan de basis van de antennes, en dienen waarschijnlijk om de vochtigheidsgraad waar te nemen. Ook zouden ze chemoreceptoren kunnen bevatten om zo andere stoffen op te merken.

### Poten
Het aantal pootjes haalt bij lange na geen miljoen, de soort Illacme plenipes is een uitschieter en heeft er 750 in totaal maar de meeste soorten hebben 80 tot 400 pootjes. De naam "duizendpoot" of "miljoenpoot" heeft niets te maken met het aantal poten; sommige duizendpoten hebben niet veel meer dan 40 poten. Bepaalde soorten duizendpoten hebben zelfs meer poten dan sommige miljoenpoten. In andere talen zoals het Duits en Engels worden duizend- en miljoenpoten respectievelijk honderd- en duizendpotigen genoemd. 
Bij de miljoenpoten zijn de segmenten vanaf het vierde segment vanaf de kop paarsgewijs versmolten, waardoor een segment bij alle moderne soorten twee potenparen draagt. Alleen de eerste drie segmenten hebben slechts één paar. Hieraan is de wetenschappelijke naam Diplopoda te danken, wat letterlijk dubbel-potigen betekent. Dit onderscheidt hen van de duizendpoten, die altijd maar één paar poten per segment bezitten. Naast twee paar poten heeft ieder segment ook twee trachee-openingen, stigmata genaamd.
Ondanks het grote aantal pootjes bewegen miljoenpoten zich maar traag. Dit komt doordat ieder segment twee paar pootjes heeft die niet onafhankelijk van elkaar kunnen bewegen, waardoor de pootjes zich golfsgewijs moeten verplaatsen en relatief vaak stilstaan. Ook het grotere lichaamsvolume en de daarmee gepaard gaande zware bepantsering die voor een groter gewicht zorgen zijn redenen dat miljoenpoten veel langzamer zijn dan duizendpoten. Een voordeel is dat ze een dikkere huid hebben dan duizendpoten en hierdoor minder gevoelig zijn voor uitdroging.

## Ontwikkeling

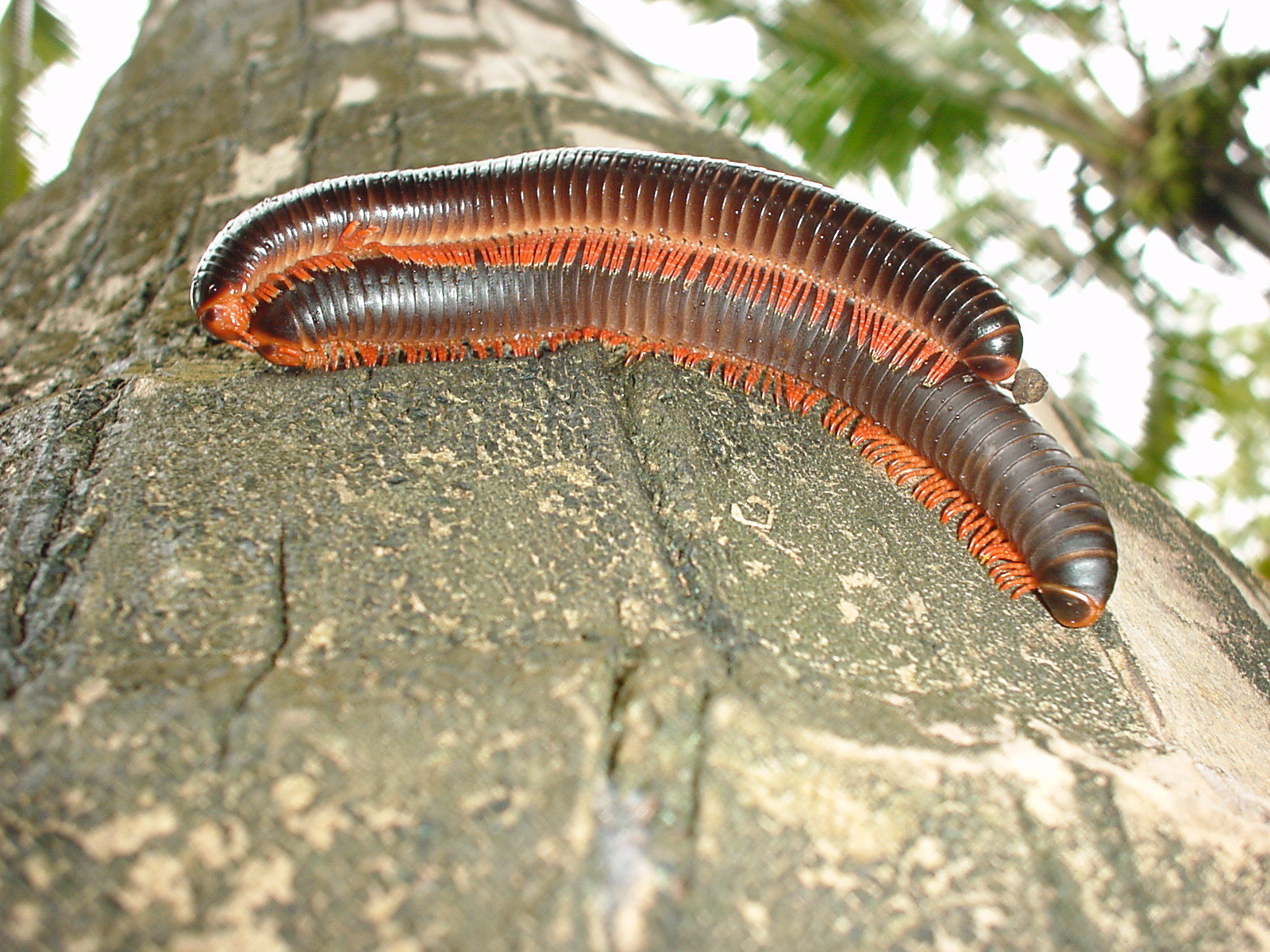
Twee miljoenpoten

Opmerkelijk is dat het mannetje niet altijd sterft zoals het vrouwtje na het afzetten van de eitjes, maar bij sommige soorten vervelt waarbij de geslachtsorganen verdwijnen, en het mannetje weer lijkt op de onvolwassen nimf. Als het mannetje vervolgens nog een keer vervelt ontwikkelen de geslachtsorganen zich weer. Dit kan meerdere keren achter elkaar gebeuren; het doel is waarschijnlijk om voor voldoende mannetjes te zorgen om de vrouwtjes te bevruchten.
Bij de paring omstrengelen de vele pootjes elkaar en liggen het mannetje en vrouwtje met de buikzijde tegen elkaar aan. Indien het vrouwtje niet paringsbereid is trekt het mannetje zich weer terug. De paring kan minuten tot uren duren en eindigt zodra het mannetje zijn sperma heeft afgegeven. Het mannetje brengt zijn sperma met behulp van speciale bevruchtingspootjes naar het vrouwtje. De gepaarde geslachtsorganen van miljoenpoten zijn niet achteraan het lichaam gepositioneerd zoals bij de meeste dieren, maar zitten vlak achter de kop op het derde segment. Bij sommige soorten hebben de mannetjes een tang-vormig achterste potenpaar (telopoden) om haar beter vast te houden. De vrouwtjes kunnen het sperma nog enige tijd opslaan tot de omstandigheden gunstiger zijn om de eitjes af te zetten. Veel soorten sterven kort hierna. Het is bekend dat sommige miljoenpoten niet goed opletten en ook paren met een andere soort; kruisingen echter zijn nog niet waargenomen.

## Verdediging
Miljoenpoten hebben een zwaar bepantserd lichaam en vluchten snel weg of rollen zich op bij verstoring. Ze kunnen niet bijten of steken maar veel soorten scheiden irriterende vloeistoffen of giftige gassen als blauwzuur uit om vijanden te verjagen of parasieten te doden. Ook spenderen miljoenpoten veel tijd aan het met de monddelen schoonhouden van het lichaam, om zich van parasieten en schimmels te ontdoen. Veel soorten worden belaagd door parasieten als mijten en teken, die zich tussen de pootjes bevinden waar de miljoenpoot niet bij kan.
Net als alle geleedpotigen moeten ook miljoenpoten af en toe vervellen, met name de nog onvolwassen nimfen. Na een vervelling kan het uren tot dagen duren eer het nieuwe pantser is uitgehard. Omdat het pantser de belangrijkste verdediging is, zijn miljoenpoten gedurende deze tijd zeer kwetsbaar. Veel soorten maken dan ook een speciale 'vervellingskamer' onder de grond, waarin ze zich terugtrekken tot het pantser is uitgehard.
Vijanden van miljoenpoten zijn schimmels, bacteriën en parasitaire wormen die het lichaam kunnen binnendringen. Dieren die miljoenpoten op het menu hebben staan zijn vogels als merels en lijsters, en ook kikkers, egels en sommige soorten kevers.

## Miljoenpoten als huisdier
Sommige soorten zijn erg rustig, worden behoorlijk groot, stellen niet veel eisen aan hun omgeving en eten vrijwel met de pot mee, de meeste aangeboden soorten houden zich in leven met fruit. Met name grotere soorten kunnen behoorlijk oud worden, tot zo'n zeven jaar, en worden meer dan 20 centimeter lang. De langstlevende soorten kunnen zelfs meer dan tien jaar oud worden. Miljoenpoten voelen zich thuis in een permanent vochtige omgeving met veel schuilplaatsen en vers voedsel. Het weren van schimmels is dan ook het grootste probleem bij het houden van een miljoenpoot.

## Soorten
In Nederland zijn 62 soorten waargenomen, 51 daarvan worden als inheems beschouwd.
Onderstaand drie soorten miljoenpoten die algemeen in Europa voorkomen.
- Witpootkronkel (Tachypodoiulus niger): deze miljoenpoot wordt ongeveer 50 mm lang. Het zijn cilindervormige dieren, waarvan diverse ondersoorten bestaan. Bij verstoring krullen ze zich als een horlogeveer op.
- Grote platrug (Polydesmus angustus): Deze soort wordt ongeveer 25 mm lang. Het lichaam is meer afgeplat; de miljoenpoot komt vooral voor in bladstrooisel en ander rottend materiaal.
- Oproller (Glomeris marginata): Deze miljoenpoot behoort tot de oprollers en wordt ongeveer 20 mm lang. Het dier kan zich oprollen en is forser dan de twee bovenstaande soorten. Er zijn 17 tot 19 paar poten; het lichaam lijkt sterk op dat van de rolpissebed. De soort leeft onder stenen of bladeren, waar het plantaardig voedsel eet.

## Foto's

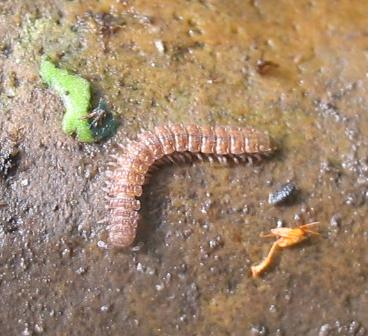
Polydesmus
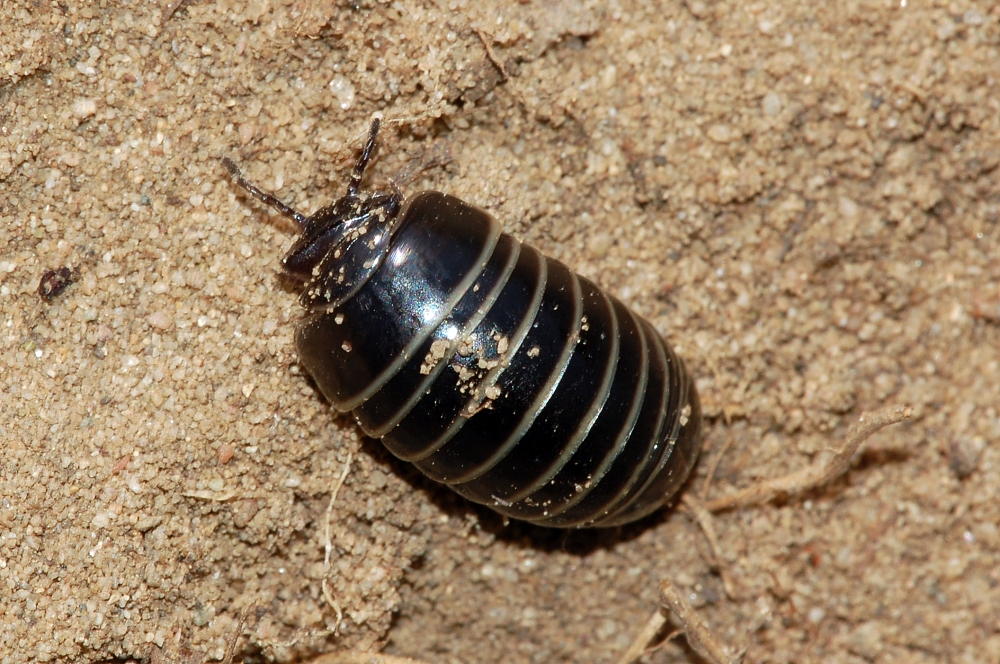
Een oproller
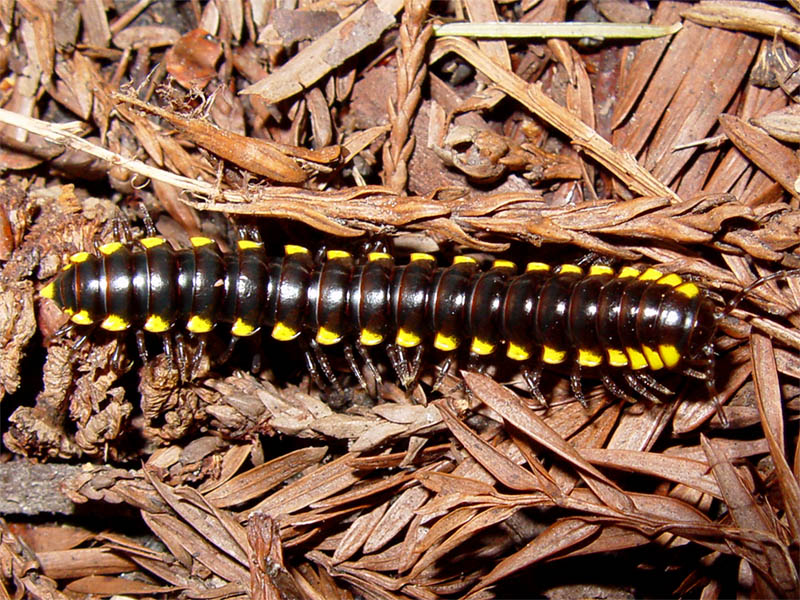
Harpaphe haydeniana
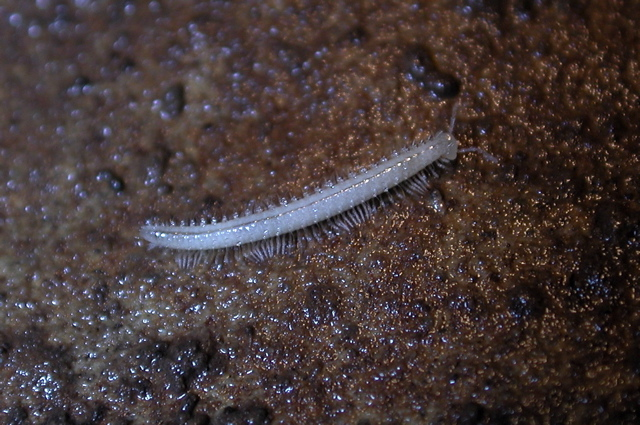
Pseudotremia leeft in grotten